# Ananya Panday

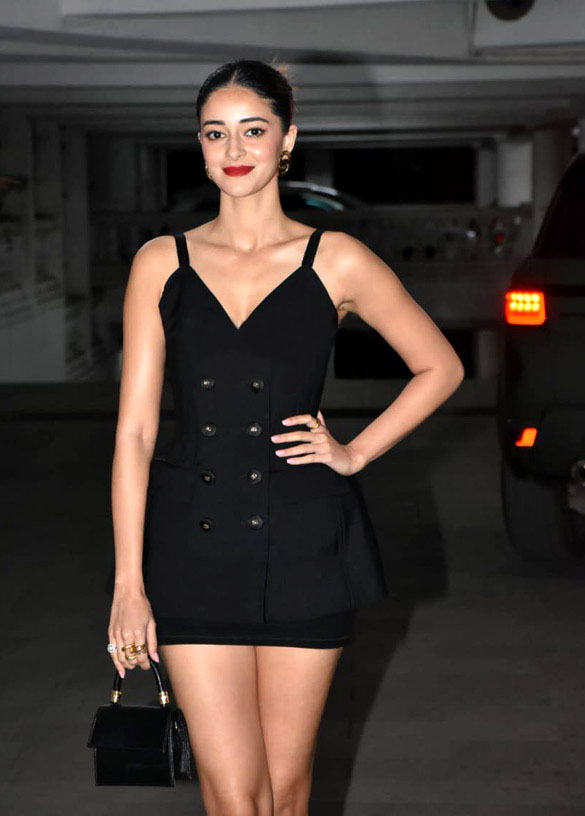
Anaya Panday, 2022

Ananya Panday (Hindi अनन्या पांडे; * 30. Oktober 1998 in Mumbai) ist eine indische Schauspielerin, die vorwiegend in Hindi-Filmen spielt. Sie ist die Tochter des Schauspielers Chunky Panday. Ihre Karriere begann 2019 mit einer Rolle im Film Student of the Year 2 und in der Komödie Pati Patni Aur Woh. Für diesen Auftritt wurde sie mit dem Filmfare Award for Best Female Debut (Auszeichnung der Filmausstellung für die beste weibliche Rolle) ausgezeichnet. Des Weiteren spielte sie in Khaali Peeli (2020) und Gehraiyaan (2022).

## Leben
Panday ist am 30. Oktober 1998 als Tochter des Schauspielers Chunky Panday und der Kostümdesignerin Bhavna Panday geboren. Sie studierte bis 2017 an der Dhirubhai Ambani International School. 2017 nahm sie am Bal des débutantes in Paris teil.

## Mediale Aufmerksamkeit
Panday startete 2019 die Kampagne „So positive“, welche sich für Body-positivity und gegen Online-Mobbing einsetzt. Diese Initiative gewann den Economic Times Award 2019.

## Filme
Alle Filme sind auf Hindi erschienen.
| Jahr | Titel                 | Rolle           | Anmerkungen               | Ref.   |
| ---- | --------------------- | --------------- | ------------------------- | ------ |
| 2019 | Student of the Year 2 | Shreya Randhawa |                           | [ 11 ] |
| 2019 | Pati Patni Aur Woh    | Tapasya Singh   |                           | [ 12 ] |
| 2020 | Khaali Peeli          | Pooja Sharma    |                           | [ 13 ] |
| 2022 | Gehraiyaan            | Tia Khanna      |                           | [ 14 ] |
| 2022 | Liger                 | Tanya           | auch in Telugu erschienen | [ 15 ] |
| 2023 | Kho Gaye Hum Kahan    | Ahana           | in Produktion             | [ 16 ] |
| 2023 | Dream Girl 2          |                 | in Produktion             | [ 17 ] |